# Jonatan Viale
Jonatan Maximiliano Goldfarb (Buenos Aires, 12 de julio de 1985), conocido como Joni Viale, es un politólogo, periodista y conductor argentino de radio y televisión.

## Biografía
Nació el 12 de julio de 1985 en Buenos Aires. Es hijo del periodista Mauro Viale y de la psicóloga Leonor Amalia Schwadron. Realizó sus estudios secundarios en ORT Argentina y los de grado en la Universidad de Belgrano, donde hizo la carrera de Ciencia Política.

### Trayectoria periodística
Sus inicios periodísticos fueron en Radio Colonia en 2008. En 2009 su padre Mauro Viale era gerente de noticias de Radio Rivadavia y le dio un programa de una hora al mediodía para que lo condujera. Su primer trabajo en Radio La Red fue como coconductor de un programa junto a Mariano Grondona. Se desempeñó como columnista político en América 24, participó en Desayuno americano, con Pamela David, y en 2013 entró al panel de Intratables, donde se destacó a lo largo de 4 años.
En 2014, fue elegido como el mejor panelista del programa Intratables en una encuesta web. Condujo  también un ciclo de entrevistas para Infobae TV y escribió columnas políticas para los diarios Perfil y Popular.
En 2018, presentó su propio programa diario en CNN en Español, Perspectivas desde Buenos Aires. En CNN en Español entrevistó al expresidente de Argentina Carlos Menem, a la exvicepresidente Gabriela Michetti, al Nobel de Literatura Mario Vargas Llosa, al expresidente de Ecuador Rafael Correa, al expresidente de Chile Sebastián Piñera, y a los expresidentes de Brasil Dilma Rousseff y Michel Temer, entre otros.
Desde marzo de 2019 hasta febrero de 2020, fue columnista político en Buen Telefe y de El noticiero de la gente, conducido por Germán Paoloski.

#### Década del 2020
En febrero de 2020 regresó a la señal de noticias A24 para conducir "Realidad aumentada", Además, continuó con su programa Viale 910 por Radio La Red cosechando una gran audiencia y ubicándose en el segundo puesto de rating de AM; participado como analista invitado en otros programas de la misma señal. 
Desde 2021, comenzó a conducir conduce "Pan y circo" en Radio Rivadavia, en el horario de la tarde de 15 a 17 horas, junto a Lucas Morando, Leo Farinella y Ariel Wolman.
En el febrero del mismo año, condujo en televisión en la señal de noticias La Nación +, el programa "+ Realidad" en el horario de 20 a 21, antes (a las 19:30) y "#ElPase" junto a Eduardo Feinmann que el año anterior lo realizaban la señal de en A24, pero a la inversa.
Desde 2024, conduce en Todo Noticias el programa ¿La ves?.

## Controversias

### Sobre la filtración de una entrevista guionada y condicionada al Presidente de Argentina
El 17 de febrero de 2025, en el contexto del escándalo político relacionado con $LIBRA, el presidente de Argentina, Javier Milei, brindó una entrevista a Viale en su programa ¿La ves?, emitida por el canal Todo Noticias. Horas después, se filtró una versión sin edición de la entrevista, en la que se registraron comentarios del mandatario y su equipo sobre el desarrollo del encuentro.
En el material filtrado, se observa un intercambio en tono distendido entre Milei y Viale sobre la posibilidad de que las preguntas estuvieran acordadas previamente, mencionando este último que algunas habían sido anotadas por parte del gabinete presidencial:

Viale: —Cierro porque ya estamos, no se, hora y pico (…) yo estoy aprovechando viste

Milei: —¿Che pero como es? ¿no es que se pactaban las preguntas?
Viale: —Si si acá, estas me las anotó Adorni (Vocero Presidencial) y Karina Milei (Secretaria general de la Presidencia) y Caputo (Asesor Presidencial) estas (…) acá tengo las de Caputo

Milei: —Santi Caputo, que es el más malo de todos
Diálogo entre Viale y Milei, 17 de febrero de 2025

Asimismo, en la grabación filtrada se observa una interrupción cuando se aborda la cuestión de $LIBRA. En ese momento, el asesor presidencial, Santiago Caputo, interviene, dialoga con el presidente y pide repetir la pregunta: «Arrancá con la pregunta de vuelta». Ante esto, Viale expresa que comprende las posibles implicancias legales, señalando: «Me doy cuenta. Puede traer quilombo judiciales»:

Milei: —Es bueno que señales que lo tuiteé como ciudadano, porque tuiteé desde mi cuenta personal.

Viale: —Sí, pero ya te diste cuenta que no, que sos Presidente, me dijiste antes.
Milei: —Sí, pero mi cuenta es mi cuenta personal.
Viale: —Está bien, pero sos el Presidente.
Milei: —Fijate que dice “mi cuenta de Twitter”, abrila.
Viale: —“Economista”, sí, ya sé.
Milei: —Okay.
Viale: —Pero sos el Presidente.
(Interrupción de Santiago Caputo): —Arranca con la pregunta de vuelta.

Viale: —Sí, ya sé por qué, por el juicio (…) yo entiendo y me doy cuenta, te puede traer quilombo judicial.
Diálogo entre Viale y Milei, 17 de febrero de 2025

La filtración generó repercusiones en el ámbito político y mediático, incluyendo comentarios del expresidente Alberto Fernández y la expresidenta Cristina Fernández de Kirchner. El vocero presidencial, Manuel Adorni, cuestionó la interrupción de Caputo y sostuvo que, si bien el episodio «merece una autocrítica», no tenía mayores implicancias, calificando la filtración como parte de «operaciones clásicas». Asimismo, señaló que el entorno del presidente tomaría mayores precauciones en el futuro, afirmando que «a partir de ahora va a haber más cuidados».

## Vida personal
En 2012, conoce con quién se encuentra casado desde 2015, la productora televisiva Micaela Krolovetzky, con la que tiene dos hijos: Romeo, nacido en 2016, y Rafael, nacido en 2019.

## Premios y distinciones
- En 2012, fue distinguido con el Premio Santa Clara de Asís y el Premio Raíces.[35]
- En 2016, recibió el premio Martín Fierro a mejor panelista por su participación en el programa Intratables.[36] En junio del mismo año, en el contexto de jornada por la semana del periodista en la Universidad Abierta Interamericana, recibió la medalla en categoría de Periodismo Joven-Revelación.[37]
- En 2017, recibió el Diploma al Mérito en Revelación de los Premios Konex.[38]
- En 2018, recibió el premio Martín Fierro a mejor programa periodístico vespertino por radio AM por Viale 910 en Radio La Red.[39][40]
- En 2024, en la edición anual de los Martin Fierro Latino fue el ganador del Martín Fierro de Oro Latino[a] y el Martin Fierro Latino a Labor periodística en televisión.[41]